# Український тиждень моди
«Український Тиждень Моди» (англ. «Ukrainian Fashion Week») — перший на теренах Східної Європи тиждень прет-а-порте.

## Історія створення
Ukrainian Fashion Week був заснований у 1997 році і став першим тижнем prêt-à-porter на теренах Східної Європи.
Це унікальний в Україні захід, який повністю відповідає світовим стандартам показів prêt-a-porter, проходить двічі на рік, збирає понад 50 учасників, акредитовує більш ніж 200 українських та міжнародних медіа та який щоразу відвідує понад 8000 гостей.
Перший сезон відбувся у листопаді 1997 року .  Крім англомовної назви Ukrainian Fashion Week до 2005 року мав ще й другу – українську – Тиждень прет-а-порте «Сезони моди». Наприкінці 2005-го оргкомітет офіційно повідомив дизайнерам та пресі про використання лише одного варіанту – Ukrainian Fashion Week.
З січня 2006 року співзасновниками Ukrainian Fashion Week є Ірина Данилевська та Олександр Соколовський.

## Дизайнери-резиденти Ukrainian Fashion Week
Серед дизайнерів-резидентів Ukrainian Fashion Week:
- ARTEMKLIMCHUK
- BEVZA
- Elena BURENINA
- FINCH
- FROLOV
- GASANOVA
- KSENIASCHNAIDER
- Litkovskaya
- POUSTOVIT
- Ruslan Baginskiy
- the COAT by Katya Silchenko
- THEO
- Ліліт Саркисян
- ELENA BURENINA
- ROUSSIN
- ARUTIUNOVA
- VOROZHBYT&ZEMSKOVA
- DARJA DONEZZ
- DZHUS
- YADVIGA NETYKSHA
- POSTUSHNA

та інші.

## Проєкти
У 2003 році для пошуку та підтримки талановитої молоді в рамках Ukrainian Fashion Week було започатковано проєкти New Names та Fresh Fashion. За час свого існування ці проєкти забезпечили постійний приплив «нової крові» до української моди та закріпили за UFW репутацію відкривача молодих талантів .
З 2014 року Ukrainian Fashion Week об’єднав покази учасників цих проєктів, створивши в офіційній програмі UFW окремий день, присвячений молодим дизайнерам – New Generation Day . З 2020 року день отримав назву - New Generation of Fashion.
Щорічно під егідою Ukrainian Fashion Week відбувається низка важливих для України проєктів: Best Fashion Awards (Перша Українська Премія в галузі моди (з 2010 року)), Holiday Fashion Week (покази круїзних колекцій та пляжних аксесуарів, що відбувались в Одесі (з 2007 по 2018 роки)), Всеукраїнський конкурс молодих дизайнерів одягу «Погляд у майбутнє» (з 2000 року), фестиваль fashion-фільмів Fashion Film Festival Kyiv (з 2018 року).
Ukrainian Fashion Week є майданчиком, який приймає в себе міжнародні fashion-проєкти: дизайнери зі світовим ім'ям — Елі Сааб (Elie Saab) (2009) та Стефан Роллан (Stephane Rolland) (2010) презентували в Києві у рамках UFW колекції Haute Couture. У 2011 році свою колекцію під час Ukrainian Fashion Week представив Антоніо Берарді (Antonio Berardi), а березень 2012 року ознаменувався безпрецедентним проєктом — Eurofashion, що зібрав дизайнерів з 16 країн-учасниць EURO-2012.
У 2018 році в Україні вперше пройшов International Young Designers Contest (Міжнародний конкурс молодих дизайнерів), ініціатором якого став Ukrainian Fashion Week. У конкурсі взяли участь 16 дизайнерів з дев'яти країн: Грузії, Естонії, Литви, Молдови, Польщі, Словаччини, Угорщини, України та Чехії. Проведення конкурсу в Києві дозволило ще раз підтвердити лідерство України в області fashion у регіонах Східної та Центральної Європи .
Восени 2018 року в Нью-Йорку під час New York Fashion Week та у Токіо під час Amazon Tokyo Fashion Week оргкомітет UFW представив проєкт FASHION EXPERIMENT 01. Під час презентації американські, японські та європейські фешн-журналісти, інфлюенсери, блогери, баєри та фотографи змогли побачити резидентів UFW з колекціями SS19  – bobkova., DZHUS, FROLOV, Ruslan Baginskiy, the COAT by Katya Silchenko, Valery Kovalska, Yelizavetta Volosovska .

## Ініціатива «Support Ukrainian Fashion»
Після 24 лютого 2022 року Український тиждень моди запустив Ініціативу «Support Ukrainian Fashion» для допомоги українським дизайнерам під час війни.
51-й (осінь 2022 року) та 52-й (весна 2023 року) сезони Українського тижня моди вперше за 25-річну історію інституції відбулися не в Києві, а на міжнародних подіумах та платформах. Це дозволило українським fashion брендам представити свої колекції, створені під час війни на міжнародній fashion арені в рамках 14 професійних заходів.
У рамках глобальної Ініціативи «Support Ukrainian Fashion» від UFW 53 українські дизайнери представили свої колекції в форматах показів та презентацій на 10 тижнях моди в Європі та США: на London Fashion Week, Berlin Fashion Week, Copenhagen Fashion Week, MBFWMadrid, Vegan Fashion Week (Los Angeles), Budapest Central European Fashion Week, Malta Fashion Week, Vienna Fashion Week, Brussels Fashion Week, Transilvania Fashion Festival.

## Міжнародна преса про Ukrainian Fashion Week
Оргкомітет Тижня моди щосезону запрошує до Києва журналістів та фотографів провідних світових видань, баєрів та представників провідних шоурумів для безпосередньої роботи з дизайнерами-учасниками UFW . Імена та назви українських дизайнерів відтепер регулярно з'являються у найавтортитеніших fashion-виданнях — Business of Fashion [Архівовано 22 жовтня 2019 у Wayback Machine.], Vogue.com [Архівовано 16 листопада 2018 у Wayback Machine.], Vogue Italy [Архівовано 22 жовтня 2019 у Wayback Machine.], Vogue France [Архівовано 22 жовтня 2019 у Wayback Machine.], Buro 24/7.ru [Архівовано 22 жовтня 2019 у Wayback Machine.], ELLE Italy [Архівовано 22 жовтня 2019 у Wayback Machine.], AnOther Magazine [Архівовано 22 жовтня 2019 у Wayback Machine.] та міжнародних таких як VICE [Архівовано 22 жовтня 2019 у Wayback Machine.], Daily Mail [Архівовано 24 вересня 2016 у Wayback Machine.] та інших.
Гостей Ukrainian Fashion Week знімають стрістайл фотографи - Adam Katz Sinding [Архівовано 22 жовтня 2019 у Wayback Machine.], Vogue.com [Архівовано 22 жовтня 2019 у Wayback Machine.], Highsnobiety та інші.
У 2015 оргкомітет Ukrainian Fashion Week ініціював участь українських дизайнерів у проєкті International Fashion Showcase в рамках London Fashion Week . Про проєкт та дизайнерів, які взяли в ньому участь, написали британські альтернативні fashion-видання Dazed and Confused [Архівовано 22 жовтня 2019 у Wayback Machine.] та i-D Magazine [Архівовано 22 жовтня 2019 у Wayback Machine.].